# Panhard K13
Der Panhard K13 war eine im Ersten wie auch im Zweiten Weltkrieg verwendete französische Artillerie-Zugmaschine mit Allradantrieb.

## Geschichte
Die Firma Panhard & Levassor entwickelte 1915 aus dem Panhard K11 einen leichteren Artillerieschlepper für die französische Armee. Das Fahrzeug hatte – wie der K13 – Vierradantrieb, Vierradbremsen und Vierradlenkung, aber einen kleineren Motor mit niedrigerer Leistung und kleinere Abmessungen.
Das Fahrzeug ging im September 1915 in Serie, 1915 entstanden 42 Stück, 1916 waren es 72 Stück, 364 Stück im Jahre 1917, 210 Stück 1918, und die letzten 2 wurden im Sept. 1919 gebaut: insgesamt also 690 Exemplare. Sie wurden bei der französischen Armee (ebenso wie der aus den USA bezogene Jeffery Quad) benutzt, um in den motorisierten Feldartillerie-Regimentern auf ihrer Ladefläche die französische 75-mm-Feldkanone 97 zu transportieren.
Nach Ende des Ersten Weltkrieges wurden die Fahrzeuge wegen ihrer aufwendigen Konstruktion nicht verschrottet, sondern eingemottet, um sie in einem neuen Konflikt wieder benutzen zu können. Als Anfang der 1930er Jahre die 7,5-cm-Flak M30 in die französische Armee eingeführt wurde, wurden unter anderem Panhard K13 zum Ziehen dieser Geschütze verwendet. Als im September 1939 der Zweite Weltkrieg ausbrach, wurden alle noch vorhandenen Panhard K13, soweit sie nicht zum Ziehen von Fla-Geschützen ohnehin bereits wieder im Einsatz waren, aus den Depots geholt und wieder als Transportfahrzeuge für die 75-mm-Feldkanone 97 eingesetzt, obwohl die Fahrzeuge mittlerweile restlos veraltet waren.
Es ist nicht bekannt, dass im Westfeldzug erbeutete Panhard K13 in die Bestände der Wehrmacht übernommen wurden, sie sind also danach alle verschrottet worden.

## Technik
Vom grundsätzlichen Aufbau ähnelte das Fahrzeug sehr dem Panhard K11, es hatte Vierradantrieb, Vierradlenkung und Vierradbremsen. Der Motor hatte vier Zylinder mit einer Bohrung von 105 und einem Hub von 140 mm, woraus sich ein Hubraum von 4849 cm³ errechnet. Er arbeitete – wie die meisten Panhard-Motoren der damaligen Zeit – mit Schiebern statt Ventilen.